# Karl Bühler
Karl Bühler, född 27 maj 1879, död 24 oktober 1963, var en tysk psykolog och språkfilosof.
Bühler blev 1922 professor i Wien, Han försökte använda experimentella metoder som han på lämpligt sätt förändrade på högre själsföreteelser, särskilt tänkandet. Bühler utgav Hermann Ebbinghaus Grundzüge der Psycholgie (1919) och O. Külpes föreläsningar i psykologi (1920), samt Die geistige Entwicklung des Kindes (4:e upplagan 1924) och Handbuch der Psychologie (1922). Han myntade termen aha-upplevelse. Han utvecklade också en språkteori om språkets kommunikativa funktioner i sin bok Sprachtheorie: Die Darstellungsfunktion der Sprache (1934).
Hans hustru, Charlotte Bühler, var vetenskapligt verksam som psykolog.